# 白神守
白神守（1944年2月28日—）是一名日本前排球运动员。他在1968年夏季奥林匹克运动会中，参加了男子排球比赛并获得银牌。他也参加了1966年亚洲运动会，获得金牌。